# De Verraders (Vlaanderen)
De Verraders is een Vlaams televisieprogramma dat op 7 februari 2022 voor het eerst werd uitgezonden op VTM. Het spel wordt gepresenteerd door Staf Coppens. Het concept is van het Nederlandse IDTV met dezelfde naam.

## Concept
Een groep Bekende Vlamingen verblijft acht dagen lang in een kasteel en moet samen een aantal missies volbrengen. Drie van hen zijn echter verraders, de anderen zijn bondgenoten.
De verraders kennen elkaar en worden in de eerste aflevering bekendgemaakt aan de kijker. Zij mogen zichzelf echter niet kenbaar maken aan de bondgenoten. Elke nacht komen de verraders in het geheim samen en "vermoorden" ze een bondgenoot die het spel onmiddellijk moet verlaten.
De bondgenoten moeten door samen te werken trachten te achterhalen wie de verraders zijn. Zij proberen elke avond tijdens de stemming aan de ronde tafel de verraders te ontmaskeren. De speler die daarbij de meeste stemmen krijgt wordt "verbannen" en moet het spel verlaten. Wanneer een verrader ontmaskerd is kunnen de resterende verraders proberen om een bondgenoot te overhalen om tot het kamp van de verraders toe te treden.
Overdag gaan bondgenoten en verraders op missie om zilverstaven te verdienen die door de kijkers gewonnen kunnen worden. Een van de spelers uit het winnende team maakt kans op een schild dat voor een nacht bescherming biedt tegen een moord door de verraders.
Sinds Seizoen 2 maken de bezoekers van de schatkamer ook kans op één of meerdere dolken. Deze geven recht op een extra stem tijdens de ronde tafel.
De finale van Seizoen 2 werd met 6 spelers aangevat. Aan de ronde tafel werd gestemd en spelers 1 voor 1 verbannen. De banneling mocht echter niet bekend maken bij zijn of haar vertrek, welke zijn rol in het spel was. Dit ging door tot er 3 spelers over bleven, of tot er unaniem beslist werd het spel te stoppen. Indien een verrader bij de overblijvers zat op het einde van het spel, wonnen de verraders.
Nog tijdens de uitzendingen van seizoen 3 werd bekendgemaakt dat er in het najaar van 2025 een nieuw seizoen zou komen.

## Seizoen 1
Het eerste seizoen van De Verraders telt achttien deelnemers. Ze verblijven in Kasteel Erenstein in de Nederlandse gemeente Kerkrade.
| Plaats  | Deelnemer                                      | Rol        | Afl. 1 | Afl. 2    | Afl. 3    | Afl. 4    | Afl. 5    | Afl. 6    | Afl. 7 | Afl. 8            | Afl. 8    | Afl. 9 |
| ------- | ---------------------------------------------- | ---------- | ------ | --------- | --------- | --------- | --------- | --------- | ------ | ----------------- | --------- | ------ |
| Winnaar | Bart Kaëll (zanger)                            | Bondgenoot |        |           |           |           |           |           |        |                   |           | Reünie |
| Winnaar | Kim Van Oncen (actrice)                        | Bondgenoot |        |           |           |           |           |           |        |                   |           | Reünie |
| Winnaar | Ward Lemmelijn (roeier)                        | Bondgenoot |        |           |           |           |           |           |        |                   |           | Reünie |
| Winnaar | Niels Albert (ex-veldrijder)                   | Bondgenoot |        |           |           |           |           |           |        |                   |           | Reünie |
| 5       | Jamie-Lee Six (influencer/actrice)             | Verrader   |        |           |           |           |           |           |        |                   | Verbannen | Reünie |
| 6       | Maureen Vanherberghen (presentatrice/zangeres) | Bondgenoot |        |           |           |           |           |           |        | Vermoord          |           | Reünie |
| 7       | Loïc Van Impe (kok)                            | Verrader   |        |           |           |           |           |           |        | Gediskwalificeerd |           | Reünie |
| 8       | Hannelore Simoens (journaliste)                | Bondgenoot |        |           |           |           |           |           |        | Verbannen         |           | Reünie |
| 9       | Walter Damen (advocaat)                        | Verrader   |        |           |           |           |           | Verbannen |        |                   |           | Reünie |
| 10      | Nora Dari (actrice)                            | Bondgenoot |        |           |           |           |           | Vermoord  |        |                   |           |        |
| 11      | Dirk Draulans (bioloog/journalist)             | Bondgenoot |        |           |           |           | Verbannen |           |        |                   |           | Reünie |
| 12      | Astrid Coppens (model/actrice)                 | Bondgenoot |        |           |           |           | Vermoord  |           |        |                   |           | Reünie |
| 13      | Ann Wauters (ex-basketbalspeelster)            | Bondgenoot |        |           |           | Verbannen |           |           |        |                   |           | Reünie |
| 14      | Sieg De Doncker (presentator/acteur)           | Bondgenoot |        |           |           | Vermoord  |           |           |        |                   |           | Reünie |
| 15      | Issam Dakka (acteur)                           | Bondgenoot |        |           | Verbannen |           |           |           |        |                   |           | Reünie |
| 16      | Dominique Persoone (chocolatier)               | Bondgenoot |        |           | Vermoord  |           |           |           |        |                   |           | Reünie |
| 17      | Wendy Van Wanten (zangeres/model)              | Bondgenoot |        | Verbannen |           |           |           |           |        |                   |           | Reünie |
| 18      | Inge Onsea (onderneemster)                     | Bondgenoot |        | Vermoord  |           |           |           |           |        |                   |           | Reünie |

 Deelnemer was immuun tegen moord door de Verraders in de volgende aflevering.
 Deelnemer kreeg de op één na meeste stemmen aan de ronde tafel.
 Deelnemer werd verbannen door de Bondgenoten en de Verraders.
 Deelnemer werd vermoord door de Verraders.
 Deelnemer vertelde dat die een Verrader was aan de ronde tafel en werd gediskwalificeerd.
1. ↑  De verbanning aan de ronde tafel werd uitgesteld en de conclusie vond plaats aan het begin van aflevering 8.

#### Afleveringen
| Afl. | Uitzenddatum     | Kijkcijfers (Live) |
| ---- | ---------------- | ------------------ |
| 1    | 7 februari 2022  | 699.952            |
| 2    | 14 februari 2022 | 646.784            |
| 3    | 21 februari 2022 | 662.088            |
| 4    | 28 februari 2022 | 571.219            |
| 5    | 7 maart 2022     | 601.917            |
| 6    | 14 maart 2022    | 663.792            |
| 7    | 21 maart 2022    | 733.689            |
| 8    | 28 maart 2022    | 774.966            |
| 9    | 31 maart 2022    | 413.366            |

### De Verraders: De Aftocht
In de online spin-off De Verraders: De Aftocht op VTM GO blikt Nicolas Caeyers na elke ronde tafel samen met de verbanneling terug op het avontuur in het kasteel tijdens de autorit naar huis.

## Seizoen 2
Het tweede seizoen van De Verraders heeft twintig deelnemers. Ze verblijven in het Château de Béguin in Lurcy-Lévis in Frankrijk.
Nieuw dit seizoen is dat de deelnemers in de wapenkamer ook een dolk kunnen bemachtigen, die ze vervolgens in kunnen zetten tijdens de stemming in de raadkamer. Hiermee telt hun stem dubbel. De dolk hoeft niet te worden ingezet, maar dat mag wel. Hij mag alleen niet bewaard worden voor een volgende ronde.
| Plaats    | Deelnemer                                                 | Rol        | Afl. 1 | Afl. 2    | Afl. 3    | Afl. 4    | Afl. 5    | Afl. 5    | Afl. 6    | Afl. 6    | Afl. 7    | Afl. 8    | Afl. 9    | Afl. 10   | Afl. 11 |
| --------- | --------------------------------------------------------- | ---------- | ------ | --------- | --------- | --------- | --------- | --------- | --------- | --------- | --------- | --------- | --------- | --------- | ------- |
| Winnaar   | Bart Appeltans (architect)                                | Verrader   |        | *         |           | *         |           |           |           |           |           |           |           | *         | Reünie  |
| Winnaar   | Guy T'Sjoen (arts/professor endocrinologie)               | Verrader   |        |           |           |           |           |           |           |           |           |           |           |           | Reünie  |
| Verliezer | Véronique De Kock (ex-miss België/presentatrice/model)    | Bondgenoot |        |           | *         |           |           |           |           |           | *         |           |           |           | Reünie  |
| Verliezer | Franky De Smet-Van Damme (zanger/muzikant)                | Bondgenoot |        |           |           |           |           |           |           |           |           |           |           |           | Reünie  |
| 5         | Elodie Gabias (influencer)                                | Bondgenoot |        |           |           |           |           |           |           |           |           |           |           | Verbannen | Reünie  |
| 6         | Sarah Puttemans (influencer)                              | Bondgenoot |        |           |           |           |           |           |           |           |           |           | *         | Verbannen | Reünie  |
| 7         | Hans Van Alphen (ex-atleet)                               | Bondgenoot |        |           |           |           |           |           |           |           |           |           |           | Vermoord  |         |
| 8         | Charlotte Van Brabander (presentatrice/pokerspeelster)    | Verrader   |        |           |           |           | *         | *         |           |           |           |           | Verbannen |           | Reünie  |
| 9         | Martine Jonckheere (actrice)                              | Bondgenoot |        |           |           |           |           |           |           |           |           |           | Vermoord  |           | Reünie  |
| 10        | Hendrik Vos (politicoloog)                                | Bondgenoot |        |           |           |           |           | *         |           |           | *         | Verbannen |           |           | Reünie  |
| 11        | Jelle Beeckman (kok)                                      | Bondgenoot |        |           |           |           |           |           |           |           |           | Vermoord  |           |           | Reünie  |
| 12        | Bert Haelvoet (acteur)                                    | Bondgenoot |        |           |           |           |           |           |           |           | Verbannen |           |           |           |         |
| 13        | Liliane Saint-Pierre (zangeres)                           | Bondgenoot |        |           |           |           |           |           |           |           | Vermoord  |           |           |           | Reünie  |
| 14        | Celine Van Ouytsel (ex-miss België/presentatrice/juriste) | Bondgenoot |        |           |           |           |           |           | Verbannen | Verbannen |           |           |           |           |         |
| 15        | Imke Courtois (ex-voetbalster/sportanaliste)              | Bondgenoot |        |           |           |           |           |           | Vermoord  | Vermoord  |           |           |           |           | Reünie  |
| 16        | Aagje Vanwalleghem (ex-turnster)                          | Bondgenoot |        |           |           |           | Verbannen | Verbannen |           |           |           |           |           |           | Reünie  |
| 17        | Klaasje Meijer (zangeres/actrice)                         | Verrader   |        |           |           | Verbannen |           |           |           |           |           |           |           |           | Reünie  |
| 18        | Walter De Donder (acteur/politicus)                       | Verrader   |        |           | Verbannen |           |           |           |           |           |           |           |           |           | Reünie  |
| 19        | Nora Gharib (zangeres/presentatrice/actrice)              | Bondgenoot |        |           | Vermoord  |           |           |           |           |           |           |           |           |           | Reünie  |
| 20        | Andy Peelman (acteur/presentator)                         | Bondgenoot |        | Verbannen |           |           |           |           |           |           |           |           |           |           | Reünie  |

* Kandidaat had de dolk, maar gebruikte deze aan de ronde tafel niet.
 Deelnemer werd verbannen door de Bondgenoten en de Verraders.
 Deelnemer werd vermoord door de Verraders.
 Deelnemer kreeg de op één na meeste stemmen aan de ronde tafel.
 Deelnemer was immuun tegen moord door de Verraders in de volgende aflevering.
 Deelnemer pakt een dolk in de wapenkamer.
1. ↑   Véronique, Nora, Hans en Charlotte stonden op de dodenlijst. Deze werd nacht 1 opgesteld door de verraders en enkel mensen op de dodenlijst konden de volgende nacht vermoord worden.
2. ↑   Guy was de eerste vier afleveringen bondgenoot. Na het vertrek van verrader Walter De Donder kreeg hij van de overgebleven verraders het aanbod zich bij hen aan te sluiten. Dat aanbod accepteerde hij en daardoor werd die nacht niemand vermoord.
3. ↑   Charlotte was net als Guy eerst een bondgenote en dat voor vijf afleveringen. Na de verbanning van verraadster Klaasje Meijer kreeg ze een voorstel van de overgebleven verraders om zich bij hen aan te sluiten, wat ze ook aanvaardde.

#### Afleveringen
| Afl. | Uitzenddatum      | Kijkcijfers (Live) |
| ---- | ----------------- | ------------------ |
| 1    | 17 september 2023 | 418.088            |
| 2    | 24 september 2023 | 494.129            |
| 3    | 1 oktober 2023    | 503.534            |
| 4    | 8 oktober 2023    | 571.782            |
| 5    | 15 oktober 2023   | 584.672            |
| 6    | 22 oktober 2023   | 858.067            |
| 7    | 29 oktober 2023   | 590.490            |
| 8    | 5 november 2023   | 633.131            |
| 9    | 12 november 2023  | 646.461            |
| 10   | 19 november 2023  | 812.322            |
| 11   | 26 november 2023  | 518.841            |

### De Verraders: De Ronde Tafel
In het praatprogramma gepresenteerd door Vincent Fierens dat na De Verraders wordt uitgezonden, wordt elke aflevering nagepraat over de voorgaande aflevering van De Verraders. Naast gasten uit het programma zijn er elke week 2 vaste gasten gedurende de hele aflevering bestaande uit een oud-deelnemer en een grote fan.
| Afl. | Uitzenddatum      | Kijkcijfers | Vaste gasten  | Vaste gasten      | Vaste gasten | Vaste gasten        | Gast                                        |
| ---- | ----------------- | ----------- | ------------- | ----------------- | ------------ | ------------------- | ------------------------------------------- |
| 1    | 17 september 2023 | 249.357     | Oud-kandidaat | Astrid Coppens    | Grote fan    | Kürt Rogiers        | Staf Coppens, Bart Appeltans                |
| 2    | 24 september 2023 | 292.509     | Oud-kandidaat | Loïc Van Impe     | Grote fan    | Ingeborg            | Andy Peelman, Imke Courtois                 |
| 3    | 1 oktober 2023    | 295.523     | Oud-kandidaat | Niels Albert      | Grote fan    | Julie Van den Steen | Walter De Donder, Nora Gharib               |
| 4    | 8 oktober 2023    | 290.696     | Oud-kandidaat | Walter Damen      | Kandidaat    | Véronique De Kock   | Klaasje Meijer, Guy T'Sjoen                 |
| 5    | 15 oktober 2023   | 243.054     | Oud-kandidaat | Astrid Coppens    | Grote fan    | Hakim Chatar        | Charlotte Van Brabander, Aagje Vanwalleghem |
| 6    | 22 oktober 2023   | 360.810     | Oud-kandidaat | Sieg De Doncker   | Grote fan    | Natalia             | Hendrik Vos, Celine Van Ouytsel             |
| 7    | 29 oktober 2023   | 317.455     | Oud-kandidaat | Hannelore Simoens | Grote fan    | William Boeva       | Liliane Saint-Pierre, Bert Haelvoet         |
| 8    | 5 november 2023   | 377.133     | Oud-kandidaat | Kim Van Oncen     | Grote fan    | Sofie Dumont        | Hendrik Vos, Jelle Beeckman                 |
| 9    | 12 november 2023  | 336.006     |               |                   | Grote fan    | Ingeborg            | Charlotte Van Brabander, Martine Jonckheere |
| 10   | 19 november 2023  | 450.626     | Oud-kandidaat | Astrid Coppens    | Grote fan    | William Boeva       |                                             |
| 10   | 19 november 2023  | 450.626     | Oud-kandidaat | Kim Van Oncen     | Grote fan    | William Boeva       |                                             |

### Het Uur van de Waarheid
In de online spin-off De Verraders: Het Uur van de Waarheid op VTM GO blikt Loïc Van Impe naar de voortgang van de show. Elke keer ontvangt hij de weggestemde en de vermoorde persoon. Op het einde maakt hij telkens bekend wie de 3 verraders zijn. Voordat hij dit doet laat hij de verbanneling/vermoordde persoon raden naar de 3 verraders.
| Afl. | Datum             | Gast                    | Verbannen/Vermoord | Rol        | Vermoedelijke verraders         | Verraders op dat moment         | Verraders op dat moment | Verraders op dat moment |
| ---- | ----------------- | ----------------------- | ------------------ | ---------- | ------------------------------- | ------------------------------- | ----------------------- | ----------------------- |
| 1    | 24 september 2023 | Andy Peelman            | Verbannen          | Bondgenoot | Aagje, Charlotte & Nora         | Walter                          | Klaasje                 | Bart                    |
| 2    | 1 oktober 2023    | Nora Gharib             | Vermoord           | Bondgenoot | Walter, Klaasje & Jelle of Hans | Walter                          | Klaasje                 | Bart                    |
| 2    | 1 oktober 2023    | Walter De Donder        | Verbannen          | Verrader   |                                 |                                 | Klaasje                 | Bart                    |
| 3    | 8 oktober 2023    | Klaasje Meijer          | Verbannen          | Verrader   | Guy                             |                                 |                         | Bart                    |
| 4    | 15 oktober 2023   | Aagje Vanwalleghem      | Verbannen          | Bondgenoot | Guy                             | Elodie, Hans & Bert of Hendrik  | Charlotte               | Bart                    |
| 5    | 22 oktober 2023   | Imke Courtois           | Vermoord           | Bondgenoot | Guy                             | Hendrik, Bert & Jelle           | Charlotte               | Bart                    |
| 5    | 22 oktober 2023   | Celine Van Ouytsel      | Verbannen          | Bondgenoot | Guy                             | Guy, Bert & Franky              | Charlotte               | Bart                    |
| 6    | 29 oktober 2023   | Liliane Saint-Pierre    | Vermoord           | Bondgenoot | Guy                             | Charlotte, Hendrik & Véronique* | Charlotte               | Bart                    |
| 6    | 29 oktober 2023   | Bert Haelvoet           | Verbannen          | Bondgenoot | Guy                             | Hendrik, Jelle & Véronique      | Charlotte               | Bart                    |
| 7    | 5 november 2023   | Jelle Beeckman          | Vermoord           | Bondgenoot | Guy                             | Guy, Bart & Véronique           | Charlotte               | Bart                    |
| 7    | 5 november 2023   | Hendrik Vos             | Verbannen          | Bondgenoot | Guy                             | Guy, Bart & Charlotte           | Charlotte               | Bart                    |
| 8    | 12 november 2023  | Martine Jonckheere      | Vermoord           | Bondgenoot | Guy                             | Guy, Bart & Charlotte           | Charlotte               | Bart                    |
| 8    | 12 november 2023  | Charlotte Van Brabander | Verbannen          | Verrader   | Guy                             |                                 |                         | Bart                    |
| 9    | 19 november 2023  | Hans Van Alphen         | Vermoord           | Bondgenoot | Guy                             | Elodie & Sarah                  |                         | Bart                    |
| 9    | 19 november 2023  | Sarah Puttemans         | Verbannen          | Bondgenoot | Guy                             |                                 |                         | Bart                    |
| 9    | 19 november 2023  | Elodie Gabias           | Verbannen          | Bondgenoot | Guy                             |                                 |                         | Bart                    |

* Nadat Liliane vermoord werd, zei ze tegen Staf dat de 3 verraders Bart, Charlotte en Guy waren. Dit klopte volledig. Tijdens het Uur van de Waarheid had ze haar top 3 gewijzigd.

## Seizoen 3
Het derde seizoen van De Verraders heeft wederom twintig deelnemers.
Vanaf aflevering 6 kunnen de deelnemers ook een dolk bemachtigen in de wapenkamer. In tegenstelling tot seizoen 2 is men verplicht om deze dolk in te zetten tijdens de stemming aan de ronde tafel.
| Plaats  | Deelnemer                                         | Rol        | Afl. 1 | Afl. 2    | Afl. 3    | Afl. 4    | Afl. 5    | Afl. 6    | Afl. 7    | Afl. 8    | Afl. 9 | Afl. 10   | Afl. 10   | Afl. 11 |
| ------- | ------------------------------------------------- | ---------- | ------ | --------- | --------- | --------- | --------- | --------- | --------- | --------- | ------ | --------- | --------- | ------- |
| Winnaar | William Boeva (comedian/acteur)                   | Verrader   |        |           |           |           |           |           |           |           |        |           | Gewonnen  | Reünie  |
| Winnaar | Sean Dhondt (presentator)                         | Verrader   |        |           |           |           |           |           |           |           |        |           | Gewonnen  | Reünie  |
| Winnaar | Roman Van Houtven (acteur)                        | Verrader   |        |           |           |           |           |           |           |           |        |           | Gewonnen  | Reünie  |
| 4       | Ingeborg (presentatrice/zangeres)                 | Bondgenoot |        |           |           |           |           |           |           |           |        |           | Verbannen | Reünie  |
| 5       | Julie Colpaert (journaliste)                      | Bondgenoot |        |           |           |           |           |           |           |           |        |           | Verbannen |         |
| 6       | Hans Otten (presentator/producer)                 | Bondgenoot |        |           |           |           |           |           |           |           |        | Vermoord  |           | Reünie  |
| 7       | Ender Scholtens (contentmaker)                    | Bondgenoot |        |           |           |           |           |           |           |           |        | Verbannen |           | Reünie  |
| 8       | Slongs (zangeres)                                 | Bondgenoot |        |           |           |           |           |           |           | Verbannen |        |           |           | Reünie  |
| 9       | Wouter Torfs (ondernemer)                         | Bondgenoot |        |           |           |           |           |           |           | Vermoord  |        |           |           | Reünie  |
| 10      | Astrid Stockman (sopraan)                         | Bondgenoot |        |           |           |           |           |           | Verbannen |           |        |           |           | Reünie  |
| 11      | Gilles Mbiye-Beya (voetbalpodcaster)              | Bondgenoot |        |           |           |           |           |           | Vermoord  |           |        |           |           | Reünie  |
| 12      | Joris Brys (radio- en sportpresentator)           | Bondgenoot |        |           |           |           |           | Verbannen |           |           |        |           |           | Reünie  |
| 13      | Isabelle Van Hecke (actrice)                      | Bondgenoot |        |           |           |           | Verbannen |           |           |           |        |           |           | Reünie  |
| 14      | Amine Boujouh (acteur)                            | Bondgenoot |        |           |           |           | Vermoord  |           |           |           |        |           |           | Reünie  |
| 15      | Lotte Vanwezemael (seksuologe)                    | Verrader   |        |           |           | Verbannen |           |           |           |           |        |           |           | Reünie  |
| 16      | Dorianne Aussems (radiopresentatrice)             | Bondgenoot |        |           |           | Vermoord  |           |           |           |           |        |           |           | Reünie  |
| 17      | Jonatan Medart (contentmaker)                     | Verrader   |        |           | Verbannen |           |           |           |           |           |        |           |           |         |
| 18      | Annelien Coorevits (presentatrice/ex-miss België) | Bondgenoot |        |           | Vermoord  |           |           |           |           |           |        |           |           | Reünie  |
| 19      | Sofie Dumont (chefkok)                            | Bondgenoot |        | Verbannen |           |           |           |           |           |           |        |           |           | Reünie  |
| 20      | Servaas Bingé (arts)                              | Bondgenoot |        | Vermoord  |           |           |           |           |           |           |        |           |           |         |

 Deelnemer werd verbannen door de Bondgenoten en de Verraders.
 Deelnemer werd vermoord door de Verraders.
 Deelnemer kreeg de op één na meeste stemmen aan de ronde tafel.
 Deelnemer was immuun tegen moord door de Verraders in de volgende aflevering.
 Deelnemer pakt een dolk in de wapenkamer.
1. ↑   Hans, William, Ender en Julie stonden op de dodenlijst, die laatste werd meteen geschrapt omwille van haar schild. De lijst werd opgesteld door de verraders en enkel mensen op de dodenlijst konden de volgende nacht vermoord worden.
2. ↑   De verbanning van aflevering 9 vindt plaats in deze aflevering.
3. ↑   Sean was de eerste vier afleveringen bondgenoot. Na het vertrek van verrader Lotte Vanwezemael werd hij gechanteerd door verrader William Boeva en moest hij verplicht van kamp veranderen.
4. ↑   Roman was de eerste vijf afleveringen bondgenoot. Na het vertrek van verraders Lotte Vanwezemael en Jonatan Medart, kreeg hij van de overgebleven verraders het aanbod zich bij hen aan te sluiten, wat hij ook aanvaardde.

#### Afleveringen
| Afl. | Uitzenddatum      | Kijkcijfers (Live) |
| ---- | ----------------- | ------------------ |
| 1    | 8 september 2024  | 562.594            |
| 2    | 15 september 2024 | 536.935            |
| 3    | 22 september 2024 | 642.024            |
| 4    | 29 september 2024 | 704.464            |
| 5    | 6 oktober 2024    | 680.997            |
| 6    | 20 oktober 2024   | 734.285            |
| 7    | 27 oktober 2024   | 684.075            |
| 8    | 3 november 2024   | 789.404            |
| 9    | 10 november 2024  | 685.807            |
| 10   | 24 november 2024  | 849.673            |
| 11   | 1 december 2024   | 524.255            |

### De Verraders: De Ronde Tafel
In het praatprogramma gepresenteerd door Vincent Fierens dat na De Verraders wordt uitgezonden, wordt elke aflevering nagepraat over de voorgaande aflevering van De Verraders. Naast gasten uit het programma zijn er elke week 2 vaste gasten gedurende de hele aflevering bestaande uit een oud-deelnemer en een grote fan.
| Afl. | Uitzenddatum      | Kijkcijfers | Vaste gasten  | Vaste gasten    | Vaste gasten  | Vaste gasten            | Gast                                        |
| ---- | ----------------- | ----------- | ------------- | --------------- | ------------- | ----------------------- | ------------------------------------------- |
| 1    | 8 september 2024  | 295.451     | Oud-kandidaat | Bart Appeltans  | Grote fan     | Lynn Van den Broeck     | Dorianne Aussems, Lotte Vanwezemael         |
| 2    | 15 september 2024 | 261.537     | Grote fan     | Kürt Rogiers    | Grote fan     | Titus De Voogdt         | Sofie Dumont, Ingeborg                      |
| 3    | 22 september 2024 | 377.942     | Oud-kandidaat | Imke Courtois   | Grote fan     | Freek Braeckman         | Gilles Mbiye-Beya, Jonatan Medart           |
| 4    | 29 september 2024 | 344.814     | Oud-kandidaat | Jelle Beeckman  | Oud-kandidaat | Charlotte Van Brabander | Lotte Vanwezemael, William Boeva            |
| 5    | 6 oktober 2024    | 370.259     | Oud-kandidaat | Hendrik Vos     | Oud-kandidaat | Astrid Coppens          | Joris Brys, Isabelle Van Hecke, Sean Dhondt |
| 6    | 20 oktober 2024   | 366.155     | Grote fan     | Marc Coucke     | Grote fan     | Dominique Van Malder    | Wouter Torfs, Roman Van Houtven             |
| 7    | 27 oktober 2024   | 364.238     | Grote fan     | Bruno Wyndaele  | Grote fan     | Sandrine André          | Gilles Mbiye-Beya, Slongs, Astrid Stockman  |
| 8    | 3 november 2024   | 459.603     | Grote fan     | Natalia         | Grote fan     | Fleur Brusselmans       | Julie Colpaert, Ingeborg                    |
| 9    | 10 november 2024  | 531.735     | Grote fan     | Jef Neve        | Oud-kandidaat | Véronique De Kock       | Hans Otten, Ender Scholtens                 |
| 10   | 24 november 2024  | 570.832     | Grote fan     | Goedele Liekens | Grote fan     | Titus De Voogdt         | Ingeborg, William Boeva                     |

## Seizoen 4
Ook het vierde seizoen heeft twintig deelnemers.
| Plaats | Deelnemer                                | Rol | Afl. 1 | Afl. 2 | Afl. 3 | Afl. 4 | Afl. 5 | Afl. 6 | Afl. 7 |
| ------ | ---------------------------------------- | --- | ------ | ------ | ------ | ------ | ------ | ------ | ------ |
|        | Francisco Schuster (acteur/zanger)       |     |        |        |        |        |        |        |        |
|        | Jens Dendoncker (comedian/presentator)   |     |        |        |        |        |        |        |        |
|        | Omar Souidi (advocaat)                   |     |        |        |        |        |        |        |        |
|        | Marleen Merckx (actrice)                 |     |        |        |        |        |        |        |        |
|        | Anastasya Chernook (contentmaker)        |     |        |        |        |        |        |        |        |
|        | Francesco Planckaert (ex-wielrenner)     |     |        |        |        |        |        |        |        |
|        | Charlotte Sieben (actrice/presentatrice) |     |        |        |        |        |        |        |        |
|        | Toni Coppers (auteur)                    |     |        |        |        |        |        |        |        |
|        | Clémentine Caron (contentmaker)          |     |        |        |        |        |        |        |        |
|        | Eliyha Altena (acteur)                   |     |        |        |        |        |        |        |        |
|        | Olivier Deschacht (ex-voetballer)        |     |        |        |        |        |        |        |        |